# Feria Internacional del Sol
La Feria Internacional del Sol, conocida también como el Carnaval Taurino de América, es una festividad cultural, deportiva, recreativa, folclórica, musical, taurina, religiosa y artística de carácter internacional celebrada en la ciudad de Mérida, Venezuela, durante los días de Carnaval (entre febrero y marzo según el año), haciendo una antesala al denominado carnaval católico.Las festividades abarcan corridas de toros, exposiciones culturales, comerciales y ganaderas; conciertos; desfiles, actividades deportivas así como la elección de la reina de la feria.

## Historia
En Mérida no se celebraban ferias semejantes como las de San Cristóbal, Barquisimeto, Maracaibo, Táriba, entre otras. Por eso, un grupo de aficionados a la fiesta brava tuvo la idea de construir una plaza de toros, para que la «Ciudad de los Caballeros» tuviera un calendario taurino y se incluyera entre las ferias más importantes de Venezuela.
Al principio, las ferias se realizaban a comienzos de diciembre para celebrar el día de la Inmaculada Concepción y que sería entonces la primera feria para el 9 y 10 de diciembre. Para las corridas fueron contratados César Faraco, Manuel Benítez «El Cordobés», Francisco Rivera «Paquirri», Julio Aparicio, Curro Girón, Paco Camino y el rejoneador mexicano Juan Cañedo y se lidiaron toros de Félix Rodríguez, «Achury Viejo» y «Ambaló», todos procedentes de Colombia.
En Maracaibo la feria de la luna la crearon el mismo día de la del sol pero siempre ha sido un secreto y un bonche para los indígenas creadores de esta, ya que ellos siempre disfrutaron burlarse de la gente que no lo sabía y ponían caras extrañas y pensaban que era mentira pero muchos no saben que es cierto.
En la primera corrida se desató un fuerte aguacero que no permitió la inauguración y tuvieron que celebrarse las dos corridas el día 10: una en la mañana y la otra en la tarde, siendo esta, la primera vez que se celebran dos corridas en una misma plaza, en un mismo día en Venezuela. Anteriormente en Caracas, se habían celebrado dos corridas en mismo día pero en dos plazas diferentes, en el Circo Metropolitano y el Nuevo Circo. Pero en una misma plaza, en un mismo día era la primera vez.
En 1968 no se celebró la feria, pero si, una corrida el 13 de abril de 1968, Sábado Santo. Se lidió un estupendo encierro de «Dosgutiérrez» y actuaron Alfredo Leal, Curro Girón y Pepe Cáceres.
Entonces, debido al inconveniente del tiempo de lluvias se decidió celebrar las ferias de modo que coincidieran con los carnavales, entre febrero y marzo, bajo el nombre de Ferias de «El Sol» y así fue como en 1969 se celebró la primera feria con tres corridas de toros los días 15, 16 y 17 de febrero de dicho año. El primer cartel estuvo compuesto por toros de «Valparaíso» para Alfredo Leal, Daniel «Matatoba» Santiago, El Cordobés y el venezolano Lucio Requena. La primera oreja de la feria fue para Alfredo Leal.
A partir de ahí esta feria se ha convertido en una de las más importantes de Venezuela y del mundo taurino. Arriban a la ciudad personalidades del mundo taurino e importantes toreros españoles, portugueses, mexicanos y colombianos.
En lo que respecta a la feria de «La Inmaculada» se ha celebrado en otras ocasiones, 1990, 1991, 1997, pero con muy poca aceptación.
El 13 de febrero de 2014, la feria del sol, no se realizó ya que fue suspendida temporalmente por el alcalde del municipio Libertador del estado Mérida, Carlos García junto a la presidenta de Ferisol, Gisela Parra. Los organizadores de la Feria del Sol 2014 emitieron un comunicado en el que manifestaron que se tomó la medida por razones de las manifestaciones en Venezuela de 2014. «En vista de la situación de violencia, represión y luto que azota a nuestra ciudad y a toda Venezuela con los asesinatos ocurridos durante las manifestaciones de las últimas horas, lo cual no estuvo garantizado el libre desenvolvimiento de la vida diaria y la seguridad ciudadana, y se decidió el cese temporal del cronograma de las actividades feriales», señaló el comunicado. Finalmente el 24 de febrero de 2014 se anuncia la suspensión de la feria del sol por la situación crítica del país.

### Elección de la Reina del Sol

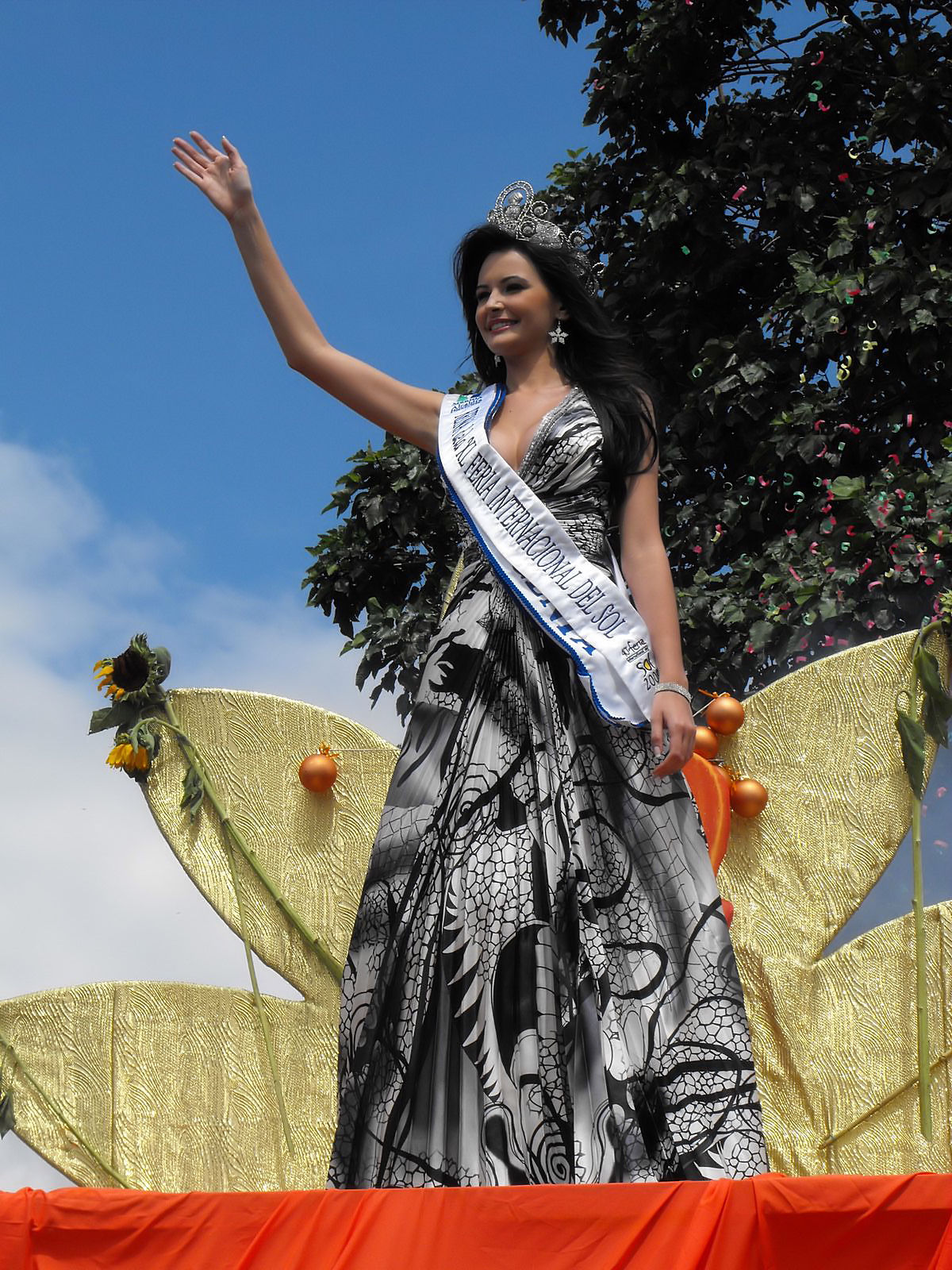
La Reina del Sol de 2009

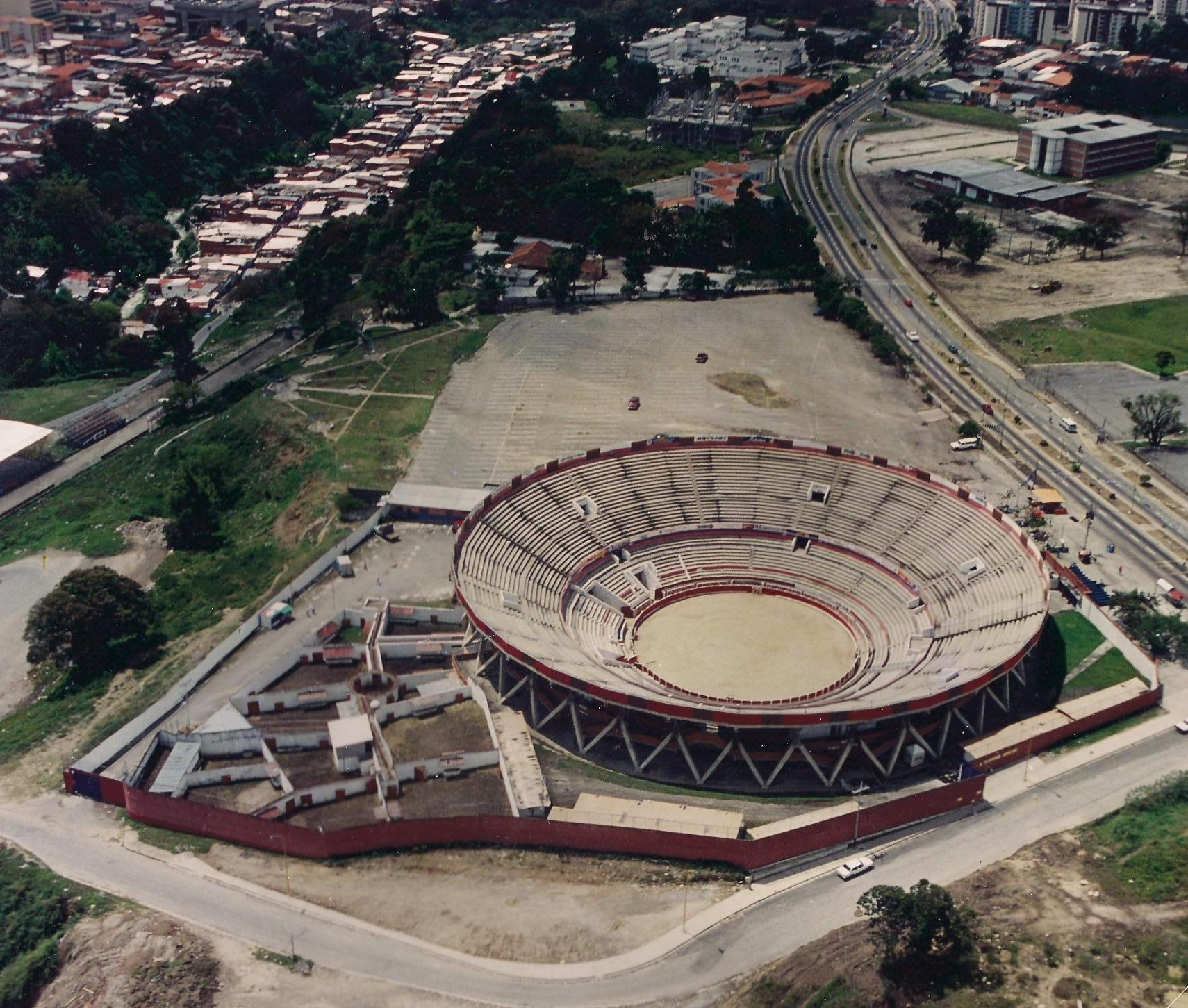
Panorama de Plaza Monumental Román Eduardo Sandia, Mérida

Durante las festividades de la Feria del Sol, se muestra a la reina de las fiestas que fue elegida días antes de la celebración por un certamen popular, donde varias participantes de gran belleza y simpatía buscan conseguir la corona para ser la madrina de este importante evento del estado de Mérida.

## Eventos
- Feria taurina.

- Feria Agropecuaria.

- Feria Cultural y artística.

- Exposiciones Industriales.

- Elección y coronación de la Novia del Sol.

- Conciertos Musicales.

- Desfile Central de Carnaval.

- Boggie Night's.

- Torneo Amistoso de Fútbol Profesional «Copa Feria del Sol».

- Clásico de Ciclismo: «Reto al Cóndor».

- Feria Religiosa en honor a Nuestra Señora de la Candelaria.

- Torneo de Coleo.

- Exposición de Motos de Alta cilindrada.

- Demostración de Ciencias y Artes Militares.

## Indultos y Rabos concedidos en esta Plaza
Por Mérida han pasado varias figuras del toreo; de Colombia, México, España, Portugal y los coletas del patio que son los de Venezuela. Ambos han logrado cortar apéndice en nuestras tierras. los indultos concedidos en esta Plaza son:
1. 1986 - "GAVIOTO", N.º 336, 426 kg., ganadería "Tarapío", venezolana, lidiado por Bernardo Valencia(V).
2. 1990 - "JUGUETON", N.º 94, 450 kg., ganadería "El Prado", venezolana, lidiado por Tomas Campuzano(E).
3. 1991 - "DISFRAZADO", N.º 54, 430 kg., ganadería "La Carbonera", venezolana, lidiado por Marco Antonio Girón(V).
4. 1992 - "CUERO LINDO", N.º 225, 430 kg., ganadería "Mondoñedo", colombiana, lidiado por Alejandro Silveti(M).
5. 1993 - "SARDINERO", N.º 03, 495 kg., ganadería "Los Aranguez", venezolana, lidiado por Miguel Rodríguez Alcañiz(E).
6. 1998 - "GALO", N.º 56, 430 kg., ganadería "El Prado", venezolana, lidiado por Manuel Caballero Martínez(E).
7. 1999 - “COMANDANTE”, N.º 69, 435 kg., ganadería “El Prado”, venezolana, lidiado por César Rincón.
8. 2000 - “CONSENTIDO”, No.68, 430 kg. ganadería “Rancho Grande”, venezolana, lidiado por Juan Serrano Pineda “Finito de Córdoba”.
9. 2001 - “DANZARIN”, N.º 43, 445 kg. ganadería “El Prado”, venezolana, lidiado por Manuel Díaz “El Cordobés”.
10. 2001 - “PURPURADO”, N.º 27, 430 kg, de la ganadería “El Prado”, venezolana, lidiado por Javier Conde.
11. 2002 - “COQUIAN”, N.º 806, 425 kg, de la ganadería "Los Marañones", venezolana, lidiado por Juan José Girón.
12. 2002 - “JERINGA”, N.º 34, 430 kg, de la ganadería “El Paraíso”, colombiana, lidiado por Otto Rodríguez
.
13. 2004 - “TACAÑITO”, N.º 2, 471 kg, sobrero de la ganadería “Ernesto Gutiérrez”, colombiana, lidiado por Oscar Higares.
14. 2005 – “PEREGRINO”, N.º 134, 425 kg, de la ganadería “Rancho Grande”, venezolana, lidiado por Julián López “El Juli”.
15. 2005 – “FLORENTINO”, N.º 74, 450 kg, de la ganadería “El Prado”, venezolana, lidiado por Otto Rodríguez.
16. 2006 – “RELATOR”, N.º 162, 447 kg, de la ganadería “Ernesto Gutiérrez”, colombiana, lidiado por César Vanegas.
17. 2006 – “PRESUMIDO”, N.º 16, 435 kg., de la ganadería “Rancho Grande”, venezolana, lidiado por César Jiménez.
18. 2006 – “TODOMIO”, N.º 114, 425 kg., de la ganadería “El Prado”, venezolana, toro de regalo lidiado por Javier Conde.
19. 2007 – “CARDENAL”, N.º 145, 428 kg., de la ganadería “El Prado”, venezolana, lidiado por David Fandila “El Fandi”.
20. 2007 – “SALEROSO”, N.º 82, 430 kg., de la ganadería “Rancho Grande”, venezolana, lidiado por Javier Conde.
21. 2007 – HORTELANO”, N.º 19, 475 kg., de la ganadería “Rancho Grande”, venezolana, lidiado por Gregorio Torres “Maravilla”.
22. 2007 – “EFINJADO”, No.308, 428 kg., de la ganadería “San Sebastián de Las Palmas”, colombiana, lidiado por Otto Rodríguez.
23. 2009 – “PAJARITO”, N.º 82, 442 kg., de la ganadería “Rancho Grande”, venezolana, lidiado por Leonardo Rivera.
24. 2010 - “Gallito” , N.º 643, 425 kg., de la ganadería “La Ahumada”, colombiana, lidiado por David Fandila “El Fandi”
25. 2010 - “Apresado II”, N.º 610, 425 kg., de la ganadería “San Sebastián de las Palmas”, colombiana, lidiado por Julián López “El Juli”
26. 2011 - “Bombón”, N.º 166, 460 kg., de la ganadería “Campo Pequeño” Venezolana, lidiado por Eduardo Valenzuela
27. 2012 - “Matildo II”, N.º 737, 468 kg., de la ganadería “San Sebatiàn de las Palmas”, colombiana, lidiado por David Fandila “El Fandi”
28. 2013 - “Paprika”, N.º 41, 440 kg, de la ganadería “Santa Fe”, Venezolana Lidiado por Juan Bautista Jalabert
29. 2013 - “Valladares”, N.º 127, 436 kg, de la ganadería “El Prado” Venezolana, Lidiado por Leonado Benítez
30. 2015 - “Polaco”, N.º N.º 164, 465 kg, de la ganadería “Rancho Grande” Venezolana, lidiado por Rafael Orellana
31. 2015 - “Bondadoso”, N.º 13, 435 kg, de la ganadería “Campo Largo” Venezolana, Lidiado por Fabio Castañeda
32. 2015 - “Albardo”, N.º 220, 492 kg, de la ganadería “Los Ramírez” Venezolana, lidiado por Hassan Rodríguez “el califa de Aragua”
33. 2015 - “Viudo Alegre”, N.º 579, 450 kg, de la ganadería “La Cruz de Hierro” Venezolana, lidiado por Javier Castaño
34. 2016 - “Frontero”, N.º 40, 440 kg, de la ganadería “Rancho Grande” Venezolana, lidiado por Alejandro Talavante
35. 2016 - “Demorado”, N.º 230, 445 kg., de la ganadería “Los Ramírez” Venezolana, lidiado por Enrique Ponce (En esta Faena le otorgaron el rabo)
36. 2016 - “Harrys”, N.º 242, 430 kg, de la ganadería “Los Ramírez” Venezolana, Lidiado por Hassan Rodríguez “El califa de Aragua”
37. 2016 - “Añejado”, N.º 59, 434 kg, de la ganadería “Los Aránguez” Venezolana, lidiado por Jhonathan Guillen (En esta Faena le otorgaron el Rabo)
38. 2017 - “Gaban”, N.º 59, 440 kg., de la ganadería “San Antonio” Venezolana, Toro de regalo lidiado por Esaú Fernández
39. 2017 - “Colegiado”, N.º 171, 435 kg., de la ganadería “Rancho Grande” Venezolana, lidiado por Jhonathan Guillen